# Adalberto de Maguncia
Adalberto de Maguncia (en alemán: Adalbert I von Saarbrücken), (f.1137), fue un religioso alemán, arzobispo de Maguncia entre 1111 y 1137.
Perteneciente a la familia de los condes de Saarbrücken, sirvió como canciller imperial durante los reinados de los emperadores Enrique IV y Enrique V. En 1110 fue enviado a Roma como parte de una embajada para organizar la coronación de Enrique V como emperador. A cambio de su apoyo a las pretensiones del emperador para recuperar sus derechos de investidura (que Enrique recibió del papa Pascual II en 1111), se le concedió el cargo de arzobispo de Maguncia.
Sin embargo, tras este nombramiento, Adalberto se volvió contra el emperador debido a desavenencias personales, así como por ambiciones territoriales. Enrique terminó por encarcelar a Adalberto sin juicio durante tres años, entre 1112 y 1115, después de que éste rehusara transferir el control de los castillos imperiales.
Tras su liberación, debida a la revuelta de los ciudadanos de Maguncia, Adalberto siguió trabajando activamente contra el emperador, utilizando incluso el recurso último de la excomunión. Mientras tanto, una fuerte campaña papal había puesto a gran parte del clero contra el emperador, y Adalberto se convirtió en el líder de los obispos antiimperialistas.
Cuando Enrique se marchó a Italia en 1116, Adalberto levantó a la mayor parte del país contra el emperador, continuando con el conflicto. En 1119, Calixto II obtuvo el papado y nombró al arzobispo "legado papal", tras lo cual Enrique atacó Maguncia. Como respuesta, Adalberto convenció a la nobleza sajona para unirse a la revuelta.
Las negociaciones entre ambos bandos, tras haberse enfrentado en combate, dieron como resultado una tregua temporal. El conflicto quedó definitivamente en suspenso tras el Concordato de Worms de 1112, donde el emperador renunció a su investidura.

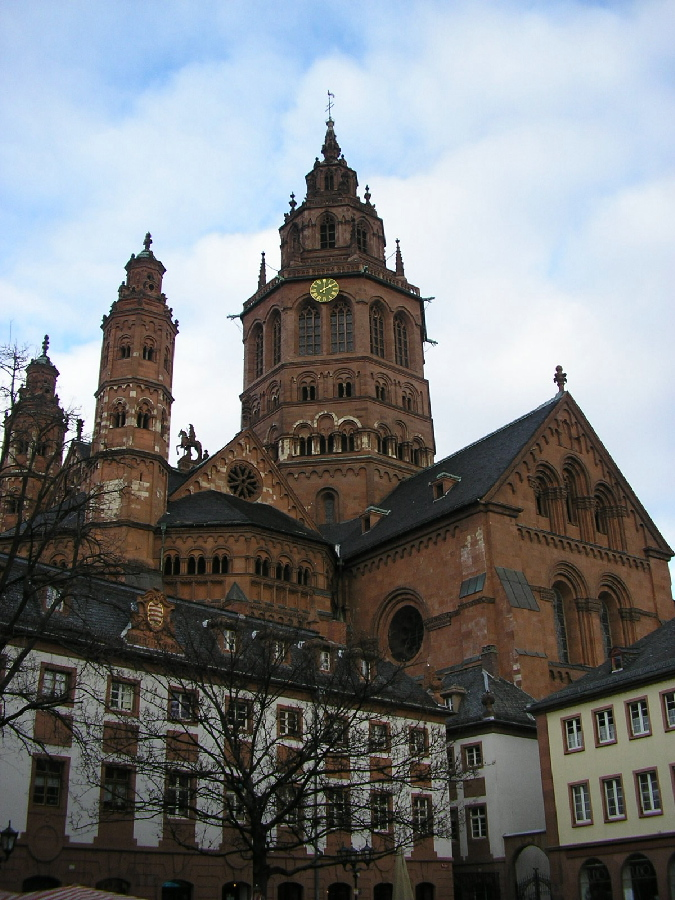
Catedral de Maguncia, donde se encuentran enterrados los restos de Adalberto de Maguncia.

A pesar de ello, Adalberto no olvidó su odio por Enrique. Tras la muerte de este último en 1125, vio en ello una oportunidad de oro: el arzobispo pensaba que la monarquía germánica era demasiado poderosa y necesitaba ser debilitada, comenzando por la eliminación de la sucesión hereditaria. En el pasado, las elecciones de los reyes salios se había convertido en una mero formalismo para legitimar el deseo del emperador reinante sobre la sucesión de sus hijos, más que en una verdadera elección que determinara quien debía ser elegido rey. En este caso, el sobrino de Enrique, Federico II, duque de Suabia, era la opción obvia, pero tras obtener la insignia imperial, el arzobispo saboteó el ascenso de Federico al trono. Adalberto convenció a la nobleza de que la monarquía hereditaria no respondía a sus intereses, y les persuadió para elegir como candidato al relativamente débil duque Lotario de Sajonia, quien se convirtió en Lotario II. Esta elección fue aún más importante, si cabe, porque la nobleza ya no garantizaba en adelante el nombramiento del heredero designado por el rey, lo que forzó a los reyes posteriores a ofrecer aún más concesiones a los nobles que antes como pago a su promesa para elegir a sus hijos como sucesores a la corona.
Adalberto murió en 1137, y fue enterrado en la capilla de San Gotardo de Hildesheim, el capilla palacio obispo de la catedral de Maguncia.